# 箱根牧場
北海道箱根牧場（ほっかいどうはこねぼくじょう）は、株式会社箱根牧場が運営する北海道千歳市にある牧場。乗馬や乳搾り、乳製品づくりなどのさまざまな体験ができることから、訪れる観光客も多い。

## 沿革
- 1969年 神奈川県箱根町から移転

## 農場概要
- 所在地 - 北海道千歳市東丘1201
- 敷地面積 - 135ha
- 主な施設
  - ステーキハウス
  - 手作り体験工房（バターやソーセージなど）
  - 体験農園
  - ふれあい動物ランド（馬・羊・山羊）

## その他
- 冬期間は、スノーモービルやパラセーリング等の体験もおこなうことができる。